# Pireneitega taiwanensis
Pireneitega taiwanensis är en spindelart som först beskrevs av Wang och Ono 1998.  Pireneitega taiwanensis ingår i släktet Pireneitega och familjen mörkerspindlar.
Artens utbredningsområde är Taiwan. Inga underarter finns listade i Catalogue of Life.